# 名越車站
名越車站（日语：／ Nagose eki */?）是水間鐵道水間線沿線之鐵路車站，位於日本大阪府貝塚市名越772。 

## 車站構造
島式月台1面2線的地面車站。是中途站當中唯一設有交會設備的。
| 月台 | 路線    | 目的地             |
| ---- | ------- | ------------------ |
| 1    | ■水間線 | 三松、水間觀音方向 |
| 2    | ■水間線 | 石才、貝塚方向     |

## 車站周邊
- 千石堀城
- 大阪府道40号岸和田牛滝山貝塚線

## 歷史
- 1926年1月30日：設站。

## 相鄰車站
水間鐵道
水間線
清兒－名越－森